# Gry Johansen
Gry Meilstrup, född Johansen 28 augusti 1964, är en dansk sångerska.
Gry Johansen är dotter till sångerskan Vivian Johansen och gjorde sin debut i Dansk Melodi Grand Prix 1980 som körsångerska i Tommy P:s bidrag Syng en sang om evig fred. Under namnet Diana Dee släppte hon ett par singlar. Hennes genombrott kom i samband med vinsten i Dansk Melodi Grand Prix 1983 med låten Kloden drejer. Hon blev känd för att under framträdandet ha företagit ett antal ”räkhopp”, vilket kom att bli hennes signum. I Eurovision Song Contest, som hölls i München, slutade hon på en sjuttondeplats (av totalt 20 bidrag) med 16 poäng. Hon återvände till Dansk Melodi Grand Prix 1985, 1989 och 2000 med respektive låtar; Vi skal leve (duett med modern Vivian Johansen), Endnu en nat och Sig du vil ha' mig. Under namnet Bo Andersen spelade hon från 1987 in flera singlar tillsammans med Bernie Paul. Dessa gavs ut i Tyskland och flera blev succéer, däribland Our love is alive och Reach Out For The Stars. Tillsammans med Paul gav hon ut albumet ”Moments in Love”. Hon deltog i en rad tyska TV-shower innan hon tog en paus 1994 för att utbilda sig till kosmetolog. Under 2000-talet medverkade hon i flera danska TV-shower, däribland Twist & Shout 2004-2005.